# Tineke Fopma

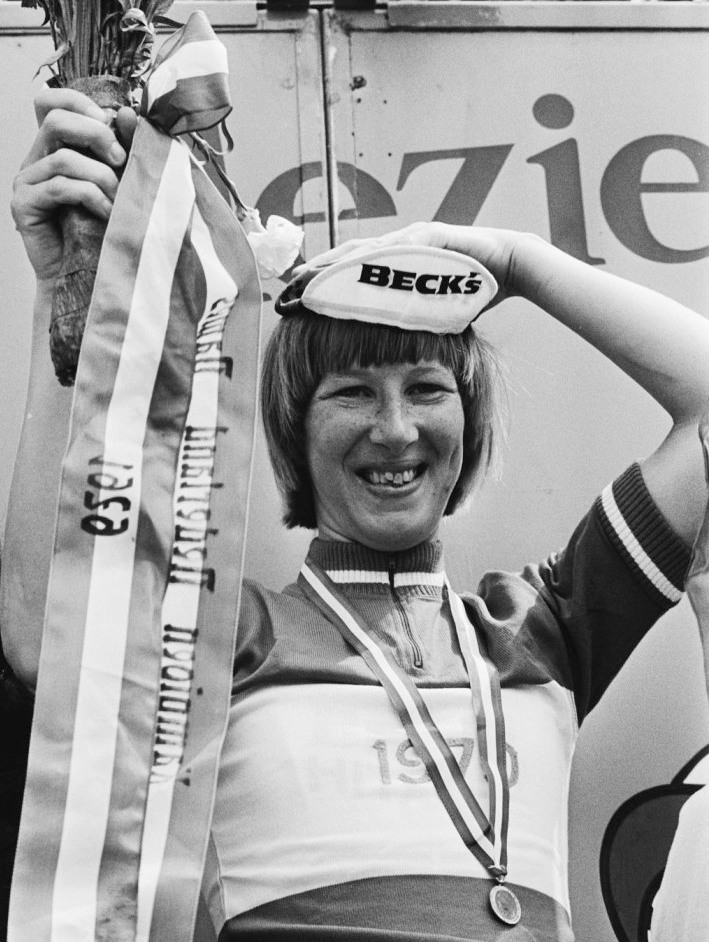
Tineke Fopma (1979)

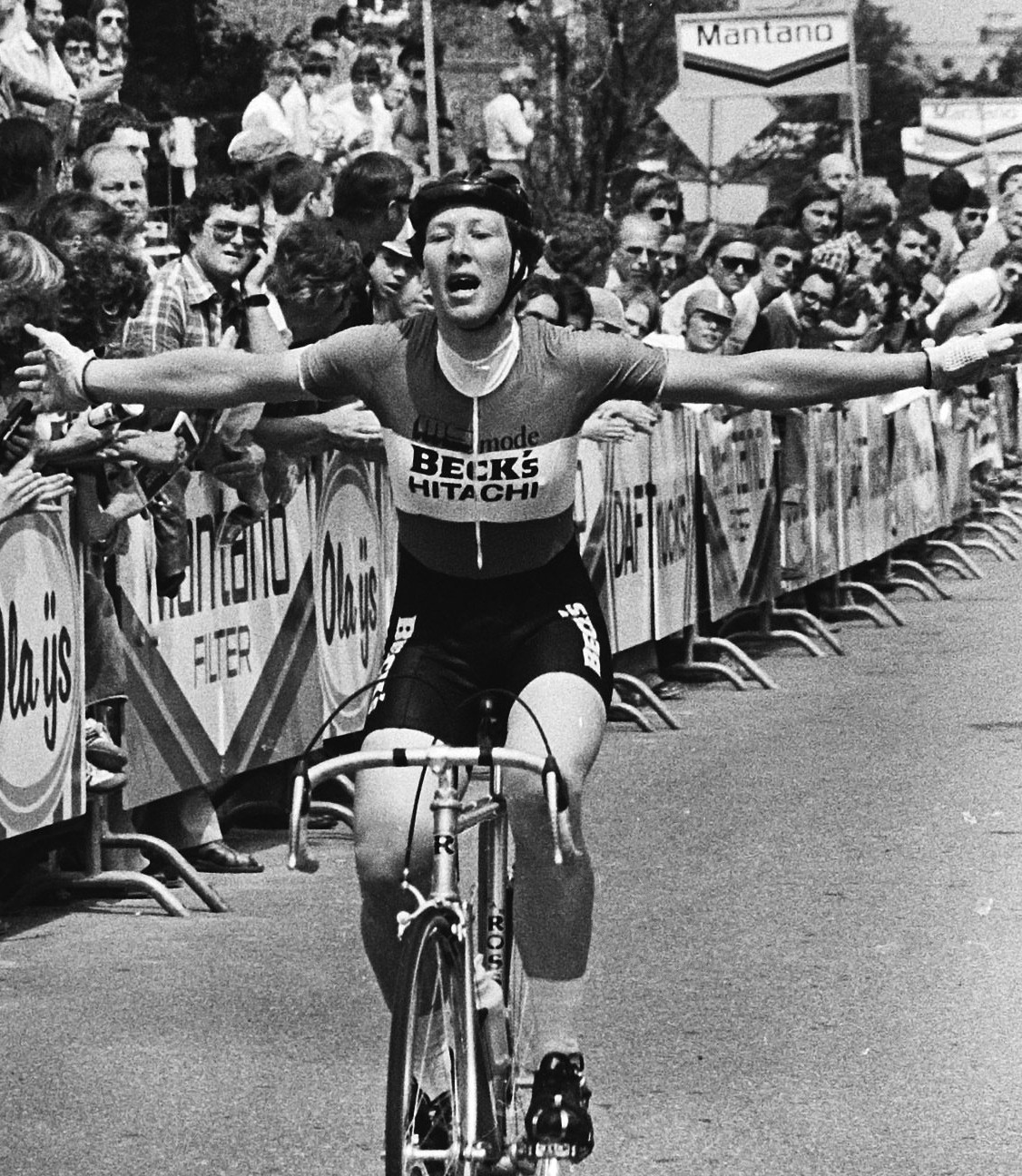
Tineke Fopma (1979)

Tineke „Trijntje“ Fopma (* 1953 in Húns) ist eine ehemalige niederländische  Radrennfahrerin und Weltmeisterin.
Überraschend wurde Tineke Fopma zu Beginn ihrer Leistungsradsportkarriere 1975 in Yvoir Straßen-Weltmeisterin. 1979 wurde sie Niederländische Meisterin im Straßenrennen, nachdem sie 1976 den zweiten Platz belegt hatte wie nochmals 1981. 1977 wurde sie Dritte im Bahn-Omnium.
Nach Beendigung ihrer sportlichen Laufbahn arbeitete sie zunächst an einer pädagogischen Akademie in Goes, später bei der Gemeindeverwaltung von Bergen op Zoom. Sie lebt in Tholen in Zeeland.